# زاوية البقلي
زاوية البقلي إحدى قرى مركز الشهداء التابع لمحافظة المنوفية في جمهورية مصر العربية، ومن أعلامها محمد علي باشا البقلي أحد رواد الطب في مصر.

## التاريخ
ذكرها علي مبارك في كتابه الخطط التوفيقية، حيث ذكر أنها من قرى مديرية المنوفية بقسم منوف، وبها جامعان وعدة أضرحة وساقيتان وعدد كبير من أبراج الحمام. وأن أهل القرية مسلمون وعددهم أكثر من 1770 نسمة، مهنتهم الزراعة وخاصة زراعة القطن، وجملة أراضي القرية 2155 فدان.

## السكان
بلغ عدد سكان زاوية البقلي 10,721 نسمة، حسب الإحصاء الرسمي لعام 2006.